# Picco Luigi Amedeo
El Picco Luigi Amedeo o Pointe Louis Amédée és una muntanya de 4469 metres del massis del Mont Blanc a la Vall d'Aosta. El pic rep el nom en honor del Lluís Amadeu de Savoia-Aosta, Duc dels Abruços, que era alpinista.